# Pedinopleura koshunensis
Pedinopleura koshunensis är en stekelart som först beskrevs av Watanabe 1934.  Pedinopleura koshunensis ingår i släktet Pedinopleura och familjen bracksteklar. Inga underarter finns listade i Catalogue of Life.